# Artemis Fowl (Film)
Artemis Fowl ist ein US-amerikanischer Abenteuerfilm von Kenneth Branagh und eine Realverfilmung der Romanserie Artemis Fowl von Eoin Colfer. Der Film wurde am 12. Juni 2020 in mehreren Ländern bei Disney+ erstmals veröffentlicht. Die Veröffentlichung im deutschsprachigen Raum erfolgte am 14. August 2020.

## Handlung
Artemis Fowl II., ein junges, irisches kriminelles Genie, muss mit der Elfe und Offizierin der Zentralen Untergrund-Polizei Holly Short zusammenarbeiten, um nicht nur seinen entführten Vater zu befreien, sondern auch die ganze Welt zu retten.

## Produktion

### Entstehung und Stab

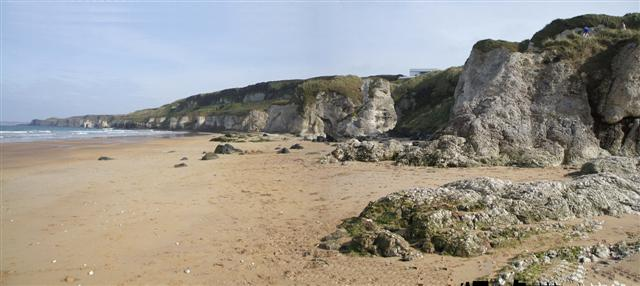
Die Felsenküste in der Nähe von Portrush

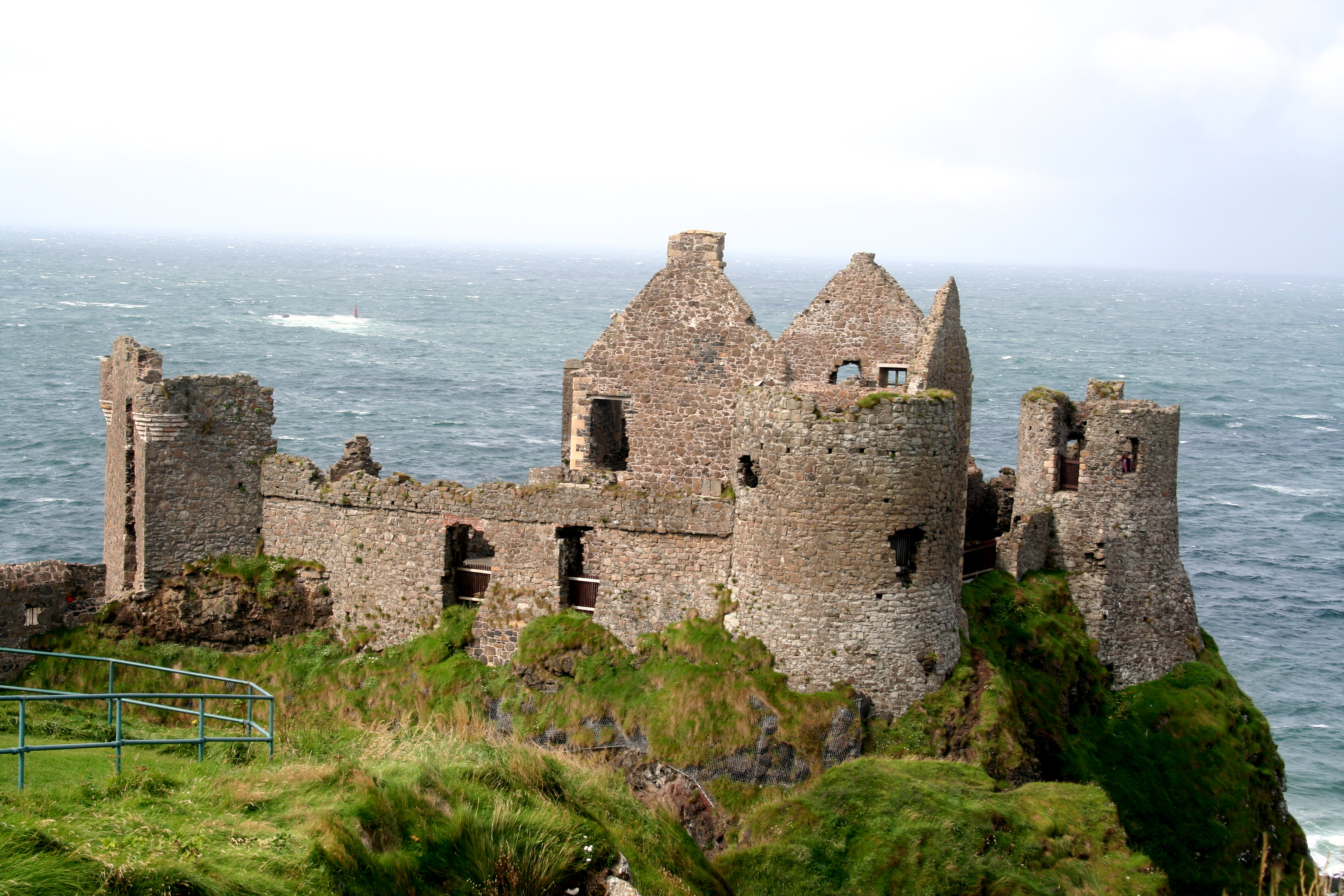
Dunluce Castle, eine der größten Ruinen einer mittelalterlichen Burg in Irland

Im Sommer 2013 wurde bekannt, dass die Walt Disney Studios eine Realverfilmung der Romanserie Artemis Fowl planen. Während jahrelang spekuliert worden war, dass der Film die Geschichten aus den ersten beiden Romanen rund um Artemis Fowl kombinieren würde, erklärte Eoin Colfer später in einem Video-Interview, dass sich der Film lediglich auf die Ereignisse aus dem ersten Artemis-Fowl-Roman konzentrieren werde.
Regie führte Kenneth Branagh, der gemeinsam mit Judy Hofflund den Film auch produziert. Das Drehbuch schrieb Conor McPherson gemeinsam mit Michael Goldenberg, der in dieser Funktion bereits für den Film Harry Potter und der Orden des Phönix verantwortlich war.

### Besetzung und Dreharbeiten
Im September 2017 wurde mit Judi Dench die erste Schauspielerin bekannt, die für den Film verpflichtet wurde. Sie wird im Film Commander Root spielen, die Leiterin der Aufklärungseinheit der Zentralen Untergrund Polizei. Nachdem über 1.200 Kandidaten zum Casting für die titelgebende Hauptrolle gekommen waren, erhielt schließlich der Nachwuchsschauspieler Ferdia Shaw die Hauptrolle von Artemis Fowl II. In dieser Rolle gibt Shaw sein Schauspieldebüt. Nonso Anozie übernahm die Rolle seines Leibwächters Butler. Josh Gad wird Mulch Diggums spielen, einen kleptomanischen Zwerg. Die Rolle von Captain Holly Short wurde mit der Kinderdarstellerin Lara McDonnell besetzt.
Die Dreharbeiten wurden im Februar 2018 in den Longcross Studios begonnen und fanden in ihrem Verlauf in England, Nordirland und in Ho-Chi-Minh-Stadt in Vietnam statt. Anfang Juni 2018 drehte man an der Felsenküste in der Nähe der Kleinstadt Portrush zwischen dem nahegelegenen Royal Court Hotel und Dunluce Castle, das eine der größten Ruinen einer mittelalterlichen Burg in Irland ist. Mitte Juni 2018 wurden die Dreharbeiten im Vereinigten Königreich beendet.

### Filmmusik und Veröffentlichung
Die Filmmusik komponierte Patrick Doyle. Das Soundtrack-Album mit insgesamt 28 Musikstücken wurde am 12. Juni 2020 von Walt Disney Records als Download veröffentlicht.
Ende November 2018 stellte Disney einen ersten Teaser Trailer vor. Dieser war mit sphärischer Musik aus Decks Dark von Radiohead unterlegt. Der Film sollte ursprünglich am 9. August 2019 in die US-amerikanischen und am 3. Oktober 2019 in die deutschen Kinos kommen. Später wurde der US-amerikanische Kinostart auf den 29. Mai und der deutsche Starttermin auf den 11. Juni 2020 verschoben. Aufgrund der COVID-19-Pandemie wurde jedoch entschieden, den Film direkt beim Streamingdienst Disney+ zu veröffentlichen. Dort erschien er am 12. Juni 2020 in verschiedenen Ländern, unter anderem in den Vereinigten Staaten und im Vereinigten Königreich. Eine Veröffentlichung in Deutschland war für den 14. August 2020 vorgesehen.

### Synchronisation
Die deutsche Synchronfassung des Filmes entstand bei der FFS Film- & Fernseh-Synchron GmbH in München, unter der Dialogregie und nach einem Buch von Christian Weygand.
| Rolle                    | Deutscher Sprecher  |
| ------------------------ | ------------------- |
| Artemis Fowl II          | Leo Nicolas Douglas |
| Captain Holly Short      | Anouk Elias         |
| Commander Julius Root    | Kerstin De Ahna     |
| Artemis Fowl I           | Florian Halm        |
| Mulch Diggums            | Manuel Straube      |
| Juliet Butler            | Carla Reiter        |
| Domovoi „Dom“ Butler     | Jan Odle            |
| Chief Tech Officer Foaly | Benedikt Gutjan     |
| Briar Cudgeon            | Martin Halm         |
| Trouble Kelp             | –                   |
| Grub Kelp                | –                   |
| Kobold-Chef              | –                   |
| Kobold-Sergeant          | –                   |
| Kobold-Lieutenant        | –                   |
| Mrs. Byrne               | –                   |
| Italiener                | –                   |

## Rezeption
Der amerikanische Review-Aggregator Rotten Tomatoes wertete 177 englischsprachige Kritiken zum Film aus und befand lediglich 8 % davon als positiv. Aus den Kritiken mit Punktebewertung ergab sich ein Durchschnitt von 4 von 10 Punkten (Stand 9. April 2025). Damit ist er die am schlechtesten bewertete Originalproduktion, die bisher auf Disney+ veröffentlicht wurde.  Als Kritiker-Konsens hielt Rotten Tomatoes fest, Artemis Fowl sei ein Möchtegern-Franchisestart, welcher Fans der Vorlage verägere und Uneingeweihte verwirre.